# Lysithea
A Lysithea (görögül Λυσιθέα, ejtsd: liszitheá) a Jupiter holdjainak egyike. Seth Barnes Nicholson fedezte fel 1938-ban a Wilson-hegyi Obszervatóriumban. A hold Zeusz egyik szeretője után kapta a nevét.
A hold csak 1975-ben kapta meg mai nevét, előtte Jupiter X-ként ismerték. Néha Démétérnek is hívták.
A Lysithea a Himalia csoport tagja (öt hold, amely 11 és 13 Gm között kering a Jupiter körül körülbelül 27,5°-os inklinációval).

## Külső hivatkozások
- Seth B. Nicholson, "Two new satellites of Jupiter", PASP 50 (1938) 292–293